# خواكين أكوستا
خواكين أكوستا (بالإسبانية: Joaquín Acosta)‏ هو جيولوجي ومؤرخ كولومبي، ولد في 29 ديسمبر 1800 في Guaduas ‏ في كولومبيا، وتوفي بنفس المكان في 21 فبراير 1852.

## وصلات خارجية
- خواكين أكوستا على موقع الموسوعة البريطانية (الإنجليزية)